# Feria di Melilla
La Feria di Melilla, conosciuta anche come Feria di Settembre, è una delle festività più importanti della città spagnola di Melilla. Questa fiera si celebra ogni anno in onore della Virgen de la Victoria, patrona della città, ed ha luogo nell'Explanada Multifuncional de San Lorenzo, un moderno recinto situato vicino al porto turistico di Melilla.

## Storia
La prima edizione della Feria di Melilla si è tenuta nel 1903 e da allora è diventata una tradizione annuale che si è evoluta nel tempo, incorporando nuove attività ed eventi che riflettono la multiculturalità della città.

## Descrizione della Fiera
- Fiera di Giorno: Negli ultimi anni, la fiera ha acquisito un carattere particolarmente vivace durante il giorno. Le strade e le casette del recinto si riempiono di visitatori che gustano tapas e aperitivi tipici della gastronomia melillense, caratterizzata dalla sua diversità culturale. L'atmosfera festiva è accompagnata da musica popolare, come rumbe e sevillanas, con la partecipazione di gruppi rocieri e club. La Feria di Giorno diventa uno spazio per godere di musica, danza e tradizioni locali.[4]
- Fiera di Notte: Quando cala la notte, la fiera si trasforma in un luogo di festa e svago. La Caseta Oficial de Festejos offre ogni sera spettacoli musicali di alto livello, con artisti provenienti dalla Spagna continentale e gruppi locali emergenti che cercano di farsi conoscere. Le notti della fiera sono caratterizzate da allegria, musica e balli, creando un'atmosfera vibrante che attira sia i residenti che i turisti.[5]
- Il Giorno della Vergine: L'8 settembre, in coincidenza con la festa della Virgen de la Victoria, si celebra una processione in onore della patrona di Melilla. In questo giorno, l'atmosfera festiva lascia spazio a un momento di raccoglimento cristiano, durante il quale la Vergine, che normalmente si trova nel suo santuario sulle mura cittadine, scende temporaneamente per percorrere le strade dell'Ensanche Modernista in una processione solenne. Questo momento religioso è uno degli eventi più significativi della fiera.[6]

## Data di Celebrazione
La Feria di Melilla si svolge ogni anno a settembre, anche se la data può variare leggermente a seconda del calendario. La celebrazione inizia all'inizio del mese e dura otto giorni.

## Abbigliamento Tradizionale
Uno degli elementi più caratteristici della fiera è il traje de flamenca, tipico della tradizione andalusa. Questo abito, che si indossa sia alla Feria di Melilla che in altre fiere del sud della Spagna, è un simbolo del folklore e delle tradizioni spagnole, particolarmente durante le celebrazioni di flamenco e danza.

## Le Corride
Sin dalle prime edizioni, le corride di tori sono state una parte integrante della Feria di Melilla, con spettacoli taurini che si svolgono nella plaza de toros di Melilla. Sebbene l'importanza delle corride sia diminuita nel tempo, esse rimangono comunque una tradizione della fiera, attirando numerosi appassionati di tauromachia.